# مدرسه نورالدین
مدرسه نورالدین (عربی: المدرسة النورية)مدرسه تاریخی مربوط به قرن دوازدهم میلادی در منطقه سوق الخیاطین دمشق، سوریه است که توسط نورالدین زنگی ساخته شده و مقبرهٔ او نیز در این بنا واقع است.
مجموعه آرامگاه-مدرسه دو گنبد دارد. اولین و بلندتر‌ین گنبد، قدیمی‌تر از دو دیگری است و بر روی آرامگاه نورالدین زنگی قرا گرفته است. گنبد دوم که کوچک‌تر و دارای مقرنس است، مشابه گنبد آرامگاه نورالدین، متعلق به حاکم دمشق، امیر جمال‌الدین (درگذشته ۱۲۶۹ میلادی) می‌باشد.